# Szexoktatás (televíziós sorozat)
A Szexoktatás (korábbi magyar címén Underground szexoktatás, angolul: Sex Education) brit televíziós sorozat Laurie Nunn készítésében, melyet 2019. január 11-én mutatott be a Netflix. A sorozatban Gillian Anderson, Asa Butterfield, Emma Mackey, Ncuti Gatwa, Connor Swindells és Kedar Williams-Stirling szerepelnek. A második évadot 2020. január 17-én mutatták be, a harmadikat 2021 szeptemberében, a negyedik, utolsó évadot 2023 szeptemberében. Egy fiktív középiskola diákjainak, tanárainak, és a szülőknek a kalandjait követi végig, személyes, főként szexuális természetű dilemmáik mentén. A főbb szerepekben Asa Butterfield, Gillian Anderson, Ncuti Gatwa, Emma Mackey, Connor Swindells, Kedar Williams-Stirling, Alistair Petrie, Mimi Keene, és Aimee Lou Wood láthatók.
Magyarországon a sorozat első évada 2019. április 9-én jelent meg felirattal, majd 2019. december 5-én magyar szinkronnal. A második évad magyar felirattal és szinkronnal debütált. A sorozat rendkívül népszerű lett, az első évadot a premier idején több mint 40 millióan látták. Wood a sorozat második évadáért BAFTA-díjat, a harmadikért Emmy-díjat kapott.

## Cselekmény
A történet főhőse Otis Milburn, egy alapvetően jószándékú, de társas kapcsolatok terén sokat szerencsétlenkedő tinédzser. Kortársaival ellentétben nincs szexuális élete, jelentős részben annak is betudhatóan, hogy anyja, akivel szülei válása óta egyedül él, egy meglehetősen szabad szellemű szexterapeuta. Miután Otis egy alkalommal, szándéka ellenére, szexuális tanácsot adott egy fiúnak az iskolában, és az bevált, egy évfolyamtársnője, a magabiztos, de problémás Maeve javaslatára arra szakosodik, hogy a Moordale Középiskola diákjainak szexterapeutája legyen, a pénzen pedig osztoznak. Mindkettejüknek megvannak a saját problémái: Otis szülei elváltak, miután gyerekkorában rajtakapta az apját egy páciensével, és ez a gyerekkori trauma azóta is kísérti; Maeve pedig egyedül él, mert az anyja drogfüggő, az apja lelépett, a bátyja pedig bajkeverő természet. Kettejüket sokszor segíti a ghánai-nigériai szülők leszármazottja, Eric, Otis legjobb barátja, aki homoszexuális, és másságának megélése valamint elfogadása nemcsak neki, de a családjának is nehéz. Rajtuk kívül a cselekmény más főszereplői: Adam, az iskolaigazgató fia, aki saját elfojtott szorongását mások szekálásában éli ki, Jackson, az iskola diákelnöke és élsportolója, akivel szemben nagy elvárásokat támasztanak, az excentrikus Lily Inglehart, valamint az "Érinthetetlenek": Ruby Matthews, Anwar Bakshi, és Olivia Hanan, illetve az ő egyik tagjuk, Aimee Gibbs, aki Maeve barátnője. Később csatlakozik a többiekhez Ola, akinek az özvegy apja, az ezermester Jakob viszonyt kezd Otis anyjával.
A második évad során Otis végre megtapasztalja, milyen egy igazi párkapcsolat, annak minden nehézségével együtt. Új diákok is érkeznek az iskolába, és számos kihívás teszi próbára a szereplők kapcsolatát. Ezalatt egy chlamidya-járvány borzolja a kedélyeket, valamint az, hogy Otis anyja, Jean lesz az iskola hivatalos szexterapeutája. Adam kénytelen megélni szülei szakítását, illetve azt, hogy ő maga biszexuális.
A harmadik évadban Otis Ruby Matthews-szal kerül párkapcsolatba, miközben Jean-ről kiderül, hogy terhes, és ez új szerepbe állítja őt és Jakobot is. Új igazgató érkezik az iskolába, aki eltökéli, hogy rendet tesz, és letöri az elharapódzó extravaganciát.
A negyedik évadban a diákok átkerülnek a Cavendish Középiskolába, ahol rendkívül szabad szellemben oktatják a diákokat. Otisnak meggyűlik a baja egy rivális terapeutával, egyben próbálja valahogy menedzselni újdonsült kapcsolatát Maeve-vel, aki az Egyesült Államokban tanul.

## Szereplők

### Főszereplők
| Színész                 | Karakter           | Magyar hang                                    | Jellemzés                                                                               |
| ----------------------- | ------------------ | ---------------------------------------------- | --------------------------------------------------------------------------------------- |
| Asa Butterfield         | Otis Milburn       | Fáncsik Roland                                 | A sorozat főhőse, aki saját problémás szexuális élete ellenére másoknak ad tanácsokat.  |
| Gillian Anderson        | Dr Jean F. Milburn | Náray Erika                                    | Otis anyja, a válása óta egyéjszakás kalandokba keveredő szexterapeuta.                 |
| Ncuti Gatwa             | Eric Effiong       | Márkus Sándor                                  | Otis legjobb barátja, vallásos családból származó homoszexuális fiú.                    |
| Emma Mackey             | Maeve Wiley        | Csuha Bori                                     | Kívülálló típusú, tévesen rossznak tartott lány, aki Otisnak segít ügyfeleket keríteni. |
| Connor Swindells        | Adam Groff         | Rohonyi Barnabás                               | Az iskolaigazgató fia, akinek feszült a viszonya az apjával.                            |
| Kedar Williams-Stirling | Jackson Marchetti  | Ember Márk                                     | Úszóbajnok, az iskola büszkesége                                                        |
| Alistair Petrie         | Michael Groff      | Gáspár Sándor                                  | A Moordale gimi igazgatója, Adam apja.                                                  |
| Mimi Keene              | Ruby Matthews      | Laudon Andrea                                  | Az iskola egyik legnépszerűbb lánya, sokszor fellengzősen és kegyetlenül viselkedik.    |
| Aimee Lou Wood          | Aimee Gibbs        | Andrusko Marcella                              | Gazdag, népszerű lány, aki jóban van Maeve-vel, és mindig jár valakivel.                |
| Chaneil Kular           | Anwar Bakshi       | Miller Dávid                                   | Az iskola másik homoszexuális diákja, szintén népszerű (1-3. évad)                      |
| Simone Ashley           | Olivia Hanan       | Mikecz Estilla                                 | A népszerűek klikkjének egyik tagja. (1-3. évad)                                        |
| Tanya Reynolds          | Lily Iglehart      | Sodró Eliza                                    | Egy fura lány, bizarr szexuális fantáziákkal. (1-3. évad)                               |
| Mikael Persbrandt       | Jakob Nyman        | Szabó Sipos Barnabás                           | Özvegy ezermester, aki Otis anyjával kerül romantikus kapcsolatba. (1-3. évad)          |
| Patricia Allison        | Ola Nyman          | Hartai Petra                                   | Jakob pánszexuális lánya, később romantikus kapcsolatba kerül Otisszal. (1-3. évad)     |
| Anne-Marie Duff         | Erin Wiley         | Básti Juli                                     | Maeve és Sean drogfüggő anyja, aki próbál kibékülni a gyerekeivel. (2-3. évad)          |
| Rakhee Thakrar          | Emily Sands        | Kelemen Kata                                   | Középiskolai tanárnő, aki felfedezi Maeve képességeit és támogatja őt                   |
| Jim Howick              | Colin Hendricks    | Vári Attila (1-2.évad) Hannus Zoltán (3. évad) | Kémiatanár és az iskolai jazz-zenekar vezetője                                          |
| Samantha Spiro          | Maureen Groff      | Csere Ágnes                                    | Az iskolaigazgató felesége és Adam anyja.                                               |
| Jemima Kirke            | Hope Haddon        | Nemes Takách Kata                              | A Moordale Gimnázium új igazgatója                                                      |

### Visszatérő szereplők
| Színész                | Karakter                | Magyar hang        | Jellemzés                                                                  |
| ---------------------- | ----------------------- | ------------------ | -------------------------------------------------------------------------- |
| DeObia Oparei          | Mr. Effiong             | Galambos Péter     | Eric apja, aki félti fiát excentrikus attitűdje és homoszexualitása miatt. |
| Lisa Palfrey           | Cynthia                 | Kiss Erika         | A lakókocsipark tulajdonosa, ahol Maeve lakik.                             |
| Jojo Macari            | Kyle                    | Szalay Csongor     | Aimee egyik barátja.                                                       |
| James Purefoy          | Remi Milburn            | Debreczeny Csaba   | Otis apja, aki a válás óta Amerikában él.                                  |
| Hannah Waddingham      | Sofia Marchetti         | Orosz Anna         | Jackson anyja, aki megköveteli tőle a sportolói karriert.                  |
| Joe Wilkinson          | Jeffrey                 | Honti Molnár Gábor | Cynthia férje.                                                             |
| Sharon Duncan-Brewster | Roz Marchetti           | Czirják Csilla     | Jackson vér szerinti anyja, aki megengedőbb a fiával szemben.              |
| Chris Jenks            | Steve Morley            | Czető Roland       | Új diák, kigyúrt felsőtesttel. Aimee tanulócsoportjának tagja és fiúja.    |
| Edward Bluemel         | Sean Wiley              | Fehér Tibor        | Maeve bajkeverő bátyja, aki felnevelte Maeve-et a szüleik helyett.         |
| Doreene Blackstock     | Beatrice Effiong        | Báthory Orsolya    | Eric vallásos anyja.                                                       |
| Sami Outalbali         | Rahim Harrack           | Novkov Máté        | Francia cserediák, aki Eric iránt vonzódik.                                |
| George Robinson        | Isaac Goodwin           | Nikas Dániel       | Mozgáskorlátozott fiú, aki a lakókocsiparkban él.                          |
| George Somner          | Joe Goodwin             | Móczár Bence       | Isaac testvére.                                                            |
| Lino Facioli           | Dex Thompson            | Ducsai Ábel        | A tanulócsoport tagja.                                                     |
| George Georgiou        | Yousef                  | Pataki Ferenc      | A helyi kisbolt tulajdonosa. Rahim nagybátyja.                             |
| Jason Isaacs           | Peter Groff             | Fillár István      | Groff igazgató testvére                                                    |
| Indra Ové              | Anna                    | Nagy-Kálózy Eszter | Maeve féltestvérének nevelőszülője.                                        |
| Dua Saleh              | Cal Bowman              | Kanyó Kata         | Nem-bináris diák, aki Minneapolisból költözött át                          |
| Robyn Holdaway         | Layla                   | Kurta Niké         | Az iskola másik nembináris diákja                                          |
| Chinenye Ezeudu        | Vivienne "Viv" Odesanya | Kokas Piroska      | Lány, aki Jacksonnak segít a tanulásban.                                   |
| Dan Skinner            | úszóedző                | Tokaji Csaba       | Jackson edzője                                                             |
| Dan Mersh              | Harry                   | Czvetkó Sándor     | Jean egyik egyéjszakás kalandja                                            |
| Lily Newmark           | Ruthie                  | Réti Adrienn       | Párkapcsolati problémákkal küzdő leszbikus lány.                           |
| Alice Hewkin           | Tanya                   | Kókai Tünde        | Ruthie barátnője.                                                          |
| Max Boast              | Tom Baker               | Jéger Zsombor      | Egy kocka, akinek nemrég kezdődött a szexuális élete.                      |
| Daniel Ings            | Dan                     | Sarádi Zsolt       | Jean egyik egyéjszakás kalandja                                            |
| Kadeem Ramsay          | Octo-Boy                | Borsi-Balogh Máté  | Diák, aki összejött Lilyvel az iskolabál után                              |
| T'Nia Miller           | Maxine                  | Bognár Gyöngyvér   | Az iskolatanács vezetője                                                   |
| Hannah Gadsby          | Celia                   | Falusi Mariann     | Rádióműsor szerkesztő (4. évad)                                            |
| Dan Levy               | Mr. Molloy              | Pál Tamás          | Tanár az Egyesült Államokban a cserediákprogramban                         |
| Thaddea Graham         | Sarah "O" Owens         | Csifó Dorina       | Rivális szexterapeuta a Cavendishben                                       |
| Anthony Lexa           | Abbi Montgomery         | Sztarenki Dóra     | Népszerű transznemű lány, egy klikk vezére                                 |
| Alexandra James        | Aisha Green             | Ballér Bianka      | Félig siket lány, Abby klikkjének tagja                                    |
| Felix Mufti            | Roman Zardari           | Dino Benjamin      | Abby queer fiúja                                                           |
| Reda Elazouar          | Beau                    | Kuttner Bálint     | Viv randija                                                                |
| Lisa McGrillis         | Joanna Franklin         | Balsai Móni        | Jean testvére                                                              |
| Anna Francolini        | Gloria Masters          | Fon Gabi           | Tanár a Cavendishben                                                       |
| Shak Benjamin          | Adedayo                 | Vilmányi Benett    | Eric randija, akivel egy gyülekezetbe járnak                               |
| Bella Maclean          | Jem                     | Menczel Andrea     | Adam munkatársa a farmon                                                   |
| Imani Yahshua          | Tyrone                  | Börcsök Olivér     | Maeve egyik barátja Amerikában                                             |
| Eshaan Akbar           | Lakhani igazgató        | Koznovszky Márton  | A Cavendish gimi oktatója                                                  |

### Vendégszereplők
| Színész            | Karakter        | Magyar hang     | Jellemzés                                                              |
| ------------------ | --------------- | --------------- | ---------------------------------------------------------------------- |
| Toby Williams      | Tim             | Mihályfi Balázs | Jean egyik páciense                                                    |
| Lu Corfield        | Sarah           | Kiss Eszter     | háromgyerekes anya, aki összebarátkozik Maeve-vel az abortuszklinikán. |
| Dominic Applewhite | Aktivista       | Ágoston Péter   | Abortuszellenes aktivista.                                             |
| Anjana Vasan       | Aktivista       |                 | Abortuszelenes aktivista                                               |
| T'Nia Miller       | Maxine          |                 | Az iskolai tanács vezetője                                             |
| Thomas Atkinson    | Nick            |                 | Anwar barátja                                                          |
| Stephen Fry        | önmaga          | Csankó Zoltán   | egy tanulmányi verseny vezetője                                        |
| Sindhu Vee         | Mrs. Hanan      |                 | Olivia anyja                                                           |
| Susan Lynch        | Tara Gibbs      |                 | Aimee anyja                                                            |
| Jack Bandeira      | Eli             |                 | diák a katonai iskolában                                               |
| David Layde        | Roland Matthews |                 | Ruby apja, aki szkelózis multiplextől szenved                          |
| Miles Jupp         | Nőgyógyász      |                 |                                                                        |
| Sophie Thompson    | Carol Iglehart  |                 | Lily anyja                                                             |
| Jerry Iwu          | Oba             |                 | Meleg fotós Nigériában                                                 |
| Reece Richards     | Eugene          |                 | Viv fiúja                                                              |
| Jack Gleeson       | Hantás Mo       | Timon Barnabás  | Sean barátja                                                           |
| Andi Osho          | Nicky Bowman    | Kocsis Mariann  | Cal anyja                                                              |
| Jodie Turner-Smith | Isten           |                 | Eric lelki szemei előtt megjelenő isten-figura                         |

### Magyar változat
- Magyar szöveg: Pallinger Emőke
- Hangmérnök: Gábor Dániel
- Vágó: Sári-Szemerédi Gabriella
- Gyártásvezető: Gelencsér Adrienne
- Szinkronrendező: Nikas Dániel

A szinkront a Mafilm Audio Kft. készítette.

## Epizódok
| Évad | Évad | Epizódok | Eredeti sugárzás     | Magyar sugárzás      | Adó |
| ---- | ---- | -------- | -------------------- | -------------------- | --- |
|      | 1.   | 8        | 2019. január 11.     | 2019. december 5.    |     |
|      | 2.   | 8        | 2020. január 17.     | 2020. január 17.     |     |
|      | 3.   | 8        | 2021. szeptember 17. | 2021. szeptember 17. |     |
|      | 4.   | 8        | 2023. szeptember 21. | 2023. szeptember 21. |     |

### 1. évad (2019)
| Sor. | Év. | Cím                   | Rendező     | Író                             | Premier                            |
| --- | --- | --------------------- | ----------- | ------------------------------- | ---------------------------------- |
| 1. | 1.  | 1. epizód (Episode 1) | Ben Taylor  | Laurie Nunn                     | 2019. január 11. 2019. december 5. |
| Otis, a középiskola hatodikos diákja, akinek anyja, Jean, egy szexterapeuta, képtelen maszturbálni. Nem segít a helyzeten, hogy legjobb barátja, Eric, aki nyíltan meleg, tájékoztatja arról, hogy őt kivéve mindenkinek volt szexpartnere a nyáron. Adam, az iskolaigazgató fia problémával küzd: amikor a barátnőjével, Aimee-vel szexel, képtelen az orgazmusra. Aimee megosztja a problémáját barátnőjével, Maeve-vel, akinek rossz híre van: azt beszélik róla, hogy rengeteg fiúval volt már, és az egyiket meg is harapta orális szex közben. Otisnak Adamet kell korrepetálnia, és a fiú felfedezi, hogy mivel foglalatoskodik az anyja, és elmeséli mindenkinek az iskolában, miket látott. A megszégyenült Otis később egy elhagyatott épületben találkozik Adammel, akinek folyamatos erekciója van, mert bevett három Viagrát is. Otis tanácsot ad neki a szexuális életével kapcsolatosan, ami beválik, de Aimee mégis szakít vele. Látván a sikert, Maeve felveti Otisnak, hogy csinálhatnák közösen a terápiát - ő hozza az ügyfeleket, Otis adja a tanácsokat, a pénzen pedig megosztoznak. |     |                       |             |                                 |                                    |
| 2. | 2.  | 2. epizód (Episode 2) | Ben Taylor  | Laurie Nunn                     | 2019. január 11. 2019. december 5. |
| Aimee házibulit tart, ahol Otis és Maeve klienseket keresnek, mégpedig Eric javaslatára egyfajta "ingyenes termékminta" módján, ingyen tanáccsal. Eric a buliban meg akarja tanítani egy banánnal az orális kielégítés helyes módjára az egyik lányt, akinek gondja van ezzel, de nem jár sikerrel, mert az elhányja magát. Otis tanácsot ad egy párnak, akiknek gondjuk van a szexuális életükkel, és fényes sikert ér el. Adam be akar jutni a házibuliba, és amikor meglátja, hogy Aimee egy másik sráccal van, eltöri a lány nagyanyjának a hamvait tartalmazó urnát az új srác fején. Jean megpróbál közelebb kerülni a fiához, akit feszélyez, hogy az anyja így rátelepszik az életére. Maeve felfedezi, hogy terhes, mégis lefekszik Jacksonnal, hogy elterelje a figyelmét - a srác azonban többet akar tőle, mint egy éjszakát. Az elkeseredett Maeve abba akarja hagyni a terápiát, de amikor látja, hányan jelentkeznek, úgy dönt, tovább csinálják. |     |                       |             |                                 |                                    |
| 3. | 3.  | 3. epizód (Episode 3) | Ben Taylor  | Sophie Goodhart                 | 2019. január 11. 2019. december 5. |
| Otis Maeve-vel álmodik, álmában ejakulál, és ezt az anyja is észreveszi. Jacksonról kiderül, hogy Riszperidont szed. Maeve abortuszklinikára megy, ahol azonban csak akkor látják őt el, ha valaki érte jön - ő Otist hívja, aki tévesen arra következtet, hogy ez egy randi. Eric bekerül az iskolai jazz-zenekarba, ahol az egyik lány, Lily, aki mindenáron el akarja veszíteni a szüzességét, nyíltan rámozdul. Amikor aztán kiderül számára, hogy Eric meleg, kifestik egymást és melegpornót néznek. Míg Otis arra vár, hogy bejusson a klinikára, tanácsot ad egy odakint tüntető párnak. Miss Sands, az angoltanárnő gyanítja, hogy Maeve valaki más helyett megírt egy esszét, mindazonáltal bátorítja a lányt, hogy használja a tehetségét. Jackson megnyer egy fontos úszóversenyt, ami az anyja szerint még mindig nem elég - a fiú amiatt szomorú, hogy Maeve nem volt a nézők között. Az abortusz után Otis hazakíséri Maeve-et és megígéri, hogy hallgat a dologról. |     |                       |             |                                 |                                    |
| 4. | 4.  | 4. epizód (Episode 4) | Ben Taylor  | Laura Neal és Laurie Nunn       | 2019. január 11. 2019. december 5. |
| Jackson eltökélt abban, hogy össze akar jönni Maeve-vel. Ezért Otishoz fordul tanácsért, aki viszont nem fogad el pénzt, helyette csak olyan dolgokról beszél, amiket Maeve szeret. Jean-nek megtetszik Jakob, az ezermester, aki azért érkezett, hogy megjavítsa a fürdőszobát. Otis legújabb kliensei egy leszbikus pár, akiknek nincs orgazmusuk, és hogy jobban megértse őket, leszbikus pornót néz, amit véletlenül meglát Ola, Jakob lánya. Eric kutyákat sétáltat pénzért, de egy alkalommal Adamék kutyája megszökik, ami miatt Adam bajba kerül az apja előtt. Lily nyíltan felajánlkozik Otisnak, aki ezt visszautasítja, majd az iskolai medencében próbálja sikertelenül kielemezni, mi lehet az ügyfeleinek a baja. Maeve és Otis az úszómedencében kötnek ki, amiből a fiú nem mer kiszállni, mert erekciója van. Jackson és Maeve összejönnek, miután beválik a terv, amire Otis azt hitte, kudarcos lesz: nyilvánosan vall szerelmet. |     |                       |             |                                 |                                    |
| 5. | 5.  | 5. epizód (Episode 5) | Kate Herron | Sophie Goodhart és Laura Hunter | 2019. január 11. 2019. december 5. |
| Jackson áthívja magukhoz ebédre Maeve-et, aki lelép, amikor az ő szüleire terelődik a szó és kénytelen hazudni róluk. Mikor Jackson megtudja az igazat, ő is elmondja, hogy az ő élete sem annyira szép, mint amilyennek látszik. Maeve és Otis igyekeznek utánajárni, ki küldött szét az iskolában egy fotót egy lány vaginájáról, amiről csak ők tudják, hogy kié, de a zsaroló azzal fenyegetőzik, hogy nyilvánosságra fogja hozni. Otis és Eric a "Hedwig és a Mérges Csonk" című filmre készülnek, amely az LMBTQ-közösségen belül népszerű, és Eric minden születésnapján visszatérő hagyomány, hogy megnézik, méghozzá a főszereplőhöz hasonlóan nőnek öltözve. Csakhogy Otis cserbenhagyja Ericet a nyomozás kedvéért, akinek így ellopják a kabátját és a telefonját, majd homofób indíttatásból meg is verik. Az este végén találkoznak, de jól összevesznek és Eric elviharzik. |     |                       |             |                                 |                                    |
| 6. | 6.  | 6. epizód (Episode 6) | Kate Herron | Laurie Nunn és Freddy Syborn    | 2019. január 11. 2019. december 5. |
| Otis gyerekkorában komoly traumán ment keresztül: elváltak a szülei, méghozzá azért, mert meglátta, ahogy az apja az egyik páciensével szexel, és ezt elmondta az anyjának. Most az apja tanácsára úgy dönt, elfogadja Lily korábbi ajánlatát és lefekszik vele, csak hogy túllegyen a dolgon. Az aktus katasztrofálisan sikerül: Otis nem mer kezdeményezni, majd amikor kezdenének belelendülni, hirtelen visszaemlékszik a gyerekkori traumára és pánikrohamot kap. Eric egyre inkább elszigetelődik mindenkitől, balhét csap a jazz-zenekarban és leüti az iskola másik meleg diákját, Anwart, ami miatt felfüggesztik őt. Apja sikertelenül próbál meg közelebb kerülni fiához. Adam megnyer egy esszéíró versenyt, noha a pályaművet nem is ő írta, hanem Maeve. Miss Sands ezt megsejti és elmondja kételyeit az igazgatónak. Otis tanácsot ad Aimee-nek, akinek új fiúja van, hogy csinálja azt az ágyban, amit ő szeretne, és ne mások elvárásainak akarjon megfelelni. Jean, akinek felkeltette az érdeklődését Jakob, szándékosan tönkretesz dolgokat, hogy a férfi átjöjjön megjavítani és így közel kerülhessen hozzá. Felbukkan Maeve bátyja, Sean, aki pár hónapja szó nélkül lelépett, közben Otis éppen Maeve miatt évődik. Ekkor érkezik Ola, aki megadja neki a számát, hogy hívja majd fel. |     |                       |             |                                 |                                    |
| 7. | 7.  | 7. epizód (Episode 7) | Kate Herron | Sophie Goodhart                 | 2019. január 11. 2019. december 5. |
| Maeve és Otis nem akarnak elmenni az iskolai bálra, de Jackson és Ola meggyőzik őket. Maeve, aki közben elkezdett valamit érezni Otis iránt, szabotálni akarja Otis és Ola kapcsolatát, ami nem jár sikerrel - de a szerencsétlenkedő fiú maga szúrja el, amikor megsérti Olát. Eric, aki ismét magabiztos lett, elmegy a bálba beöltözve és kifestve, ahol kibékül Otisszal. Egy srác, Liam, aki szerelmes az egyik lányba, aki kikosarazta őt, le akar ugrani az egyik díszletről, amiről Otis beszéli le. Beszéde a szerelemről jól sikerül, amit Maeve csodálattal és meghatódva néz végig, és ez nem kerüli el Jackson figyelmét sem. Otis abba akarja hagyni a szexoktatást, látván, hogy az ő tanácsai veszélyesek is lehetnek. Jackson részegen elszólja magát, hogy Otis tanácsainak segítségével jött össze Maeve-vel, aki csalódottságában minden kapcsolatot megszakít Otisszal. Jacksonnak elege lesz a szüleiből, megvallja szerelmét Maeve iránt és a lányhoz költözik. Ha ez nem lenne elég, Adam és az iskolaigazgató apja tettlegesen is konfrontálódnak a bálon. Jean, bár szeretne, de fiára és Olára tekintettel nem akar komoly kapcsolatot Jakobbal. Otis felfedezi, hogy az anyja új könyv írásába kezdett, amiben az ő szexuális frusztrációit tárgyalja ki.                           |     |                       |             |                                 |                                    |
| 8. | 8.  | 8. epizód (Episode 8) | Kate Herron | Laurie Nunn                     | 2019. január 11. 2019. december 5. |
| Mr. Groff tévesen azt feltételezi, hogy Maeve és Otis valójában kábítószert árulnak az iskola diákjainak. Bátyját, a valódi felelőst védve Maeve magára vállalja az ügyet, így viszont a kicsapás veszélyével kell szembenéznie. Az iskolai bizottság előtt kell megvédenie magát, de döntést egyelőre nem hoznak az ügyében. Jackson, akivel Maeve szakít, elkezdi kihagyni az edzéseket, és közli, hogy csak akkor hajlandó versenyezni, ha a lányt nem csapják ki. Az igazgató megígéri neki, de becsapja, mert az eljárás folyamatban van, annak ellenére is, hogy Jackson megnyert egy igen fontos versenyt. A büntetésben lévő Adam és Eric között meglepő módon a fizikai inzultus homoszexuális kalandba megy át. Még mielőtt bármi is kialakulhatna köztük, Adamet az apja katonai iskolába küldi, hiába találja meg a család elveszett kutyáját is. Otis és Jean összecsapnak a könyv miatt, később aztán kibékülnek; közben Jean és Jakob sem tudják elengedni egymást. Otis bocsánatot kér Olától, amit a lány elfogad. Sean megint eltűnik, Otis pedig ellopja az esszéversenyért járó díjat és elviszi Maeve-nek. Otis és Ola csókolóznak, amit a csalódott Maeve is meglát - a fiú pedig, aki képtelen volt eddig rá, maszturbál.                                                                |     |                       |             |                                 |                                    |

### 2. évad (2020)
| Sor. | Év. | Cím                   | Rendező         | Író                          | Premier                           |
| --- | --- | --------------------- | --------------- | ---------------------------- | --------------------------------- |
| 9. | 1.  | 1. epizód (Episode 1) | Ben Taylor      | Laurie Nunn                  | 2020. január 17. 2020. január 17. |
| Most, hogy Otis végre képessé vált a maszturbálásra, úgy tűnik, teljesen a rabjává vált. Amikor Ola megpróbál neki örömet szerezni és nincs erekciója, attól tart, hogy ez a függősége miatt van. Az iskolában chlamydiajárvány tör ki, és többen Fionát teszik felelőssé. Otis segítségét kéri, aki bár megfogadta, hogy nem lesz tanácsadás, látva, hogy bánnak a lánnyal a többiek, elhatározza, hogy segít megtalálni az igazi tettest. Közben pedig ő maga is rájön, mennyire hiányzik neki a tanácsadás. Maeve egy perecárusnál dolgozik, ahol összefut az anyjával, aki azt állítja, hogy rendezi akarja vele a kapcsolatát, mert már nem drogfüggő. Mindazonáltal Maeve nem hajlandó hinni az anyjának. Rahim, a jóképű cserediák érkezik Franciaországból, aki felkelti a lányok érdeklődését. Jackson, akinek elege van abból, hogy az anyja miatt úszóversenyekre kell járnia, szándékosan kárt tesz magában, hogy be kelljen gipszelni a karját. Otis rajtakapja az anyját és Jakobot, akik kénytelenek beismerni, hogy együtt vannak. Közben az iskolában eszkalálódik a helyzet, és a szülők úgy döntenek: jobb szexuális felvilágosításra van szükség, hogy megállítsák a nemi betegségek terjedését. Ha ez nem lenne elég, egy tankerületi ellenőr érkezik, hogy szemmel tartsa, mi folyik az iskolában. Mr. Groff kénytelen Jean segítségét kérni, Maeve pedig, ha nehezen is, de eléri, hogy visszavegyék az iskolába. Ő és Otis hivatalosan is újraindítják a szexoktatást.                                                                                    |     |                       |                 |                              |                                   |
| 10. | 2.  | 2. epizód (Episode 2) | Sophie Goodhart | Laurie Nunn és Mawaan Rizwan | 2020. január 17. 2020. január 17. |
| Miss Sands és Mr. Hendricks szexuális élete csapnivaló. Meglepő módon Otis ad tanácsot arra a problémára, hogy Miss Sands azt szeretné, ha Mr. Hendricks durván beszélne vele közben. Adam a katonai iskolában összebarátkozik két hozzá hasonló sráccal. Miután rajtakapja őket azon, hogy közösen maszturbálnak, kirúgatják őt - annak ellenére, hogy megígéri, hogy senkinek nem beszél erről. Otis megpróbálja megszokni Jakob jelenlétét, több-kevesebb sikerrel. Maeve megkezdi első napját az iskolában, Jean pedig nekilát szexuális tanácsadói szerepének. Maeve a többiekkel együtt bekerül az iskolai kvízcsapatba, Jackson pedig próbál egy új hobbit keresni, miközben korrepetálni kell őt. Otis úgy gondolja, hogy az interneten olvasottak alapján az ujjazás szakértője lett, de Ola csak megjátssza, hogy jó neki, és végül Lilytől tudja meg, hogy pocsék. Maeve rájön, hogy még mindig vannak érzései Otis iránt. Eric és Rahim is összefutnak az esti karneválon, ahol Eric kezdi úgy érezni, hogy Rahim meleg és iránta érdeklődik. |     |                       |                 |                              |                                   |
| 11. | 3.  | 3. epizód (Episode 3) | Sophie Goodhart | Sophie Goodhart              | 2020. január 17. 2020. január 17. |
| Olivia, aki titokban lefekszik a barátjával, orgazmus előtt egy párnát nyom az arcába, mert attól fél, hogy hülye fejet vág, és ez nem tetszik a barátjának. Otis segít neki a dologban, noha az anyja iskolai szextanácsadása alaposan megnehezíti a dolgát. Adam hazatér és egy vegyesboltban kezd el dolgozni. Maeve-nek születésnapja van,amit utál, Aimee pedig süt neki egy tortát. Úton az iskolába egy perverz alak hozzádörgölőzik és a nadrágjára ejakuál. Habár nem tűnik úgy, mintha nagyon megviselt lenne emiatt, Maeve tanácsára mégis a rendőrségre megy feljelentést tenni. Később az is kiderül, hogy bár nem mutatja, de lelkileg nagyon megviselte, ami történt. Jackson általános meglepetésre jelentkezik az iskolai színjátszókörbe, ahol kiválasztják a Rómeó és Júlia címszerepére. Mivel nehezen boldogul, a segítőjétől, Vivtől kér tanácsot. Cserébe megígéri, hogy segít neki összejönni a kvízcsapat egyik tagjával, aki nagyon tetszik neki. Otis és Ola egy rendkívül kínos vacsorán vesznek részt a szüleikkel, és egy rosszul sikerült Monopolyzás során kifakad és megsérti Jakobot. Rahim és Eric randira mennek, aminek a végén csókolóznak is - csakhogy Rahim éppen ott lakik, ahol az a kisbolt található, amiben Adam dolgozik. Adam láttán Ericben is feltámadnak a tisztázatlan érzések. Maeve-hez betoppan az anyja a kislányával, mondván hogy élettársa megverte és kitette a szűrüket, amikor bevallotta, hogy még van két gyereke. Később Maeve be akarja vallani Otisnak, mit érez iránta, de az utolsó pillanatban visszakozik. |     |                       |                 |                              |                                   |
| 12. | 4.  | 4. epizód (Episode 4) | Alice Seabright | Laurie Nunn és Rosie Jones   | 2020. január 17. 2020. január 17. |
| Ola közli Otisszal, hogy most már készen áll arra, hogy lefeküdjenek, így a fiú elkezd felkészülni. Mr. Groff meglátja, hogy a felesége szexuális tanácsadásra megy Jean-hez. Váratlanul beállít Otis apja, és bár Jean próbálja visszafogottan kezelni a helyzetet, végül csókolóznak. Aimee elkezd rettegni attól, hogy buszra szálljon, így mindenhová gyalog megy. Maeve-nek időben oda kell érnie a kvízversenyre, különben kizárják a csapatát, ezért Otisra bízza kishúgát, aki tanácsadás közben elveszti őt. Közösen kezdik el keresni, és amikor megtalálják, Maeve bevallja az érzéseit Otisnak. Ő dühös lesz, mert úgy érzi, ezt mondhatta volna előbb is. Elmegy Olához, de nem történik köztük semmi. Ola rájön, hogy ennek köze van Maeve-hez, ezért azt követeli Otistól, hogy soha többé ne találkozzon vele. Ericet éjjel Adam ébreszti - az egész éjszakát az utcán töltik, egy roncstelepen törnek-zúznak, majd csókolóznak. Másnap aztán Rahim megkérdezi Erictől, hogy akar-e járni vele. |     |                       |                 |                              |                                   |
| 13. | 5.  | 5. epizód (Episode 5) | Alice Seabright | Laurie Nunn és Richard Gadd  | 2020. január 17. 2020. január 17. |
| Ola álmában Lilyről kezd el fantáziálni, ami miatt kétségek györtik a szexualitását illetően. Némi kutatást követően felfedezi, hogy pánszexuális, azaz nem konkrét nemhez, hanem a személyhez vonzódik. Eric elmeséli Otisnak élményeit Adammel, aki aggódik, hiszen Ericet éveken át terrorban tartotta. Eric szerint csak az Ola és Maeve miatti frusztrációját tölti ki rajta, de később már nem hajlandó éjszaka az ablakhoz menni. Otis apja, Remi, túrázni viszi a srácokat, látszólag azért, hogy több időt töltsön a fiával, de Otis rájön, hogy az egészet csak mentségül találta ki, ugyanis megcsalta a mostani feleségét és ez elől menekül. Mr. Groff felesége, Maureen, bejelenti, hogy el akar válni, az igazgató így az iskolába kénytelen költözni. Jean bevallja Jakobnak, hogy ő és Remi csókolóztak, így szakítanak. Maeve elkíséri az anyját a függők gyűlésére, ahol kitör belőle a frusztrációja és mérgesen elhagyja a helyszínt. Ekkor találkozik új szomszédjával, a kerekesszékhez kötött Isaac-kel, aki egy tánckört vezet a bátyjával. A fiúk árvák, akiket a nevelőszüleik eldobtak. Eric kénytelen szembenézni a dolgaival, és úgy határoz: nem találkozik többé Adammel, hanem helyette felvállalja kapcsolatát Rahimmal. Otis elmondja Maevenek, hogy nem találkozhatnak, de mikor visszatér a túráról, Ola szakít vele, mondván, hogy tudja, hogy a fiú nem szereti őt, és rájött, hogy ő se Otist. Később elmegy Lilyhez és megcsókolja őt, aki nem viszonozza ezt.                                                                           |     |                       |                 |                              |                                   |
| 14. | 6.  | 6. epizód (Episode 6) | Ben Taylor      | Sophie Goodhart              | 2020. január 17. 2020. január 17. |
| Anwar nem mer lefeküdni a barátjával, mert nem tudja, hogyan tartsa tisztán magát odalent. Otistól vár tanácsot, aki meglehetősen tapasztalatlan e körben, így neki Rahim mondja el a menetét. Lily kerüli Olát, Otis pedig, hogy bebizonyítsa Ericnek és Olának, hogy egyáltalán nem merev, hanem tud laza is lenni, elhatározza, hogy egy kis csütörtök esti összejövetelt tart otthon. A buli azonban elszabadul és hamarosan a fél iskola itt köt ki. Maeve-et meghívja Eric, Olának pedig Otis ír egy SMS-t, hogy jöjjön át és vigye el a cuccait. Otis a kelleténél jóval többet iszik, és egy részeg szónoklatával vérig sérti Maeve-et és Olát is. Adam és Eric konfrontálódnak, és Eric azt mondja, azért választotta Rahimot, mert ő nem fél kimutatni az érzéseit, és meg meri fogni a kezét, nem úgy, mint Adam. A buszos eset miatt még mindig traumatizált Aimee hazarohan, amikor Steve hozzáér. Jean és Maureen ez idő alatt bulizni mennek, és Jean ekkor döbben rá, hogy hiányzik neki Jakob. Jacksonnak leveszik a gipszét és mindenki örül neki, hogy újra úszhat - ő viszont a gondolatától is pánikrohamot kap és ismét kárt akar tenni magában. Viv állítja őt meg, és azt kéri, hogy mondja el a szüleinek, mit érez. Mivel erre Jackson nem hajlandó, Viv magától is megteszi. Mr. Groff, aki a felesége viselkedése miatt is Jean-t hibáztatja, a szekrényébe rejtett naplót, amit a páciensekről vezet, lefénymásolja, és iskolaszerte elhelyezi. |     |                       |                 |                              |                                   |
| 15. | 7.  | 7. epizód (Episode 7) | Ben Taylor      | Laurie Nunn                  | 2020. január 17. 2020. január 17. |
| A napló kikerülése teljes káoszt okoz, és ha ez nem lenne elég, Jean megtudja, hogy Otis pénzért adott szextanácsokat. Ruby közli Otisszal, hogy előző este lefeküdtek, és nem száz százalékos, hogy húzott óvszert, ezért esemény utáni tablettát kell vennie. Jackson és az anyja végre megbeszélik egymással a dolgakikat, és az anyja is megérti, hogy a fia nem akar úszni. Eric elviszi magával Rahimot a templomba a családjával, de a fiú egyáltalán nem vallásos, sőt az ő családja is vallási okokból kellett, hogy meneküljön. Jean megkérdezi Jakobot, hogy nem-e kezdhetnék újra, mire a férfi azt válaszolja, hogy ő nem áll készen arra a fajta kapcsolatra, mint amilyet ő szeretne. Isaac elmondja Maeve-nek, hogy látta, hogy az anyja nem jár be dolgozni, csak megjátssza. Bár tisztázza magát, Maeve figyelmezteti, hogy még egy hazugság és kirúgja őt. Egy falfirka miatt (amit nem is ők követtek el) Maeve, Ola, Lily, Viv, Olivia és Aimee büntetésbe kerülnek, ahol arról mesélnek, melyiküket milyen nemkívánatos szexuális közeledés ért a múltban. A beszélgetésből erőt merítve Aimee is magabiztosabb lesz. Lily és Ola végül randizni kezdenek. |     |                       |                 |                              |                                   |
| 16. | 8.  | 8. epizód (Episode 8) | Ben Taylor      | Laurie Nunn                  | 2020. január 17. 2020. január 17. |
| Jean, aki még mindig dühös fiára az iskolai szexoktatás miatt, le akar vele ülni beszélni, ám ő nem hajlandó erre. Ráadásul rosszul is érzi magát, ezért elmegy az orvoshoz, aki kivizsgálja, és megállapítja, hogy terhes. Otis végül beszél az apjával, aki elismeri neki, hogy a szexfüggősége tönkretette az életét, és hogy ne akarjon olyan lenni, mint ő. Isaac megfigyelésének hála Maeve megtudja, hogy az anyja megint drogokhoz nyúlt, ezért ráhívja a gyámügyet, akik elviszik a kislányát, az anyját pedig kirakja. Mindeközben a kvízcsapattal megnyeri az országos versenyt, amit a tévé is közvetít. Az iskolában bemutatják a Lily rendezte, kissé sajátosan értelmezett Rómeó és Júlia színdarabot. Jacksonra rátör a lámpaláz, de Vivnek hála úrrá lesz a szorongásán. Az előadás végén Adam berohan a terembe és a színpadon vállalja fel Eric iránt érzett érzelmeit, amit ő is elfogad. Otis üzenetet hagy Maeve hangpostáján, amin bocsánatot kér mindenért és közli, hogy szereti őt - de az üzenetet Isaac letörli és elküldi Otist, amikor eljön a lányhoz. |     |                       |                 |                              |                                   |

### 3. évad (2021)
| Sor. | Év. | Cím                   | Rendező           | Író                            | Premier                                   |
| --- | --- | --------------------- | ----------------- | ------------------------------ | ----------------------------------------- |
| 17. | 1.  | 1. epizód (Episode 1) | Ben Taylor        | Laurie Nunn                    | 2021. szeptember 17. 2021. szeptember 17. |
| Új tanév kezdődik a Moordale Gimnáziumban, és új igazgató érkezik Hope Haddon személyében. Hope eltökélt szándéka, hogy visszatereli az intézményt a helyes útra. Otis és Ruby szexkapcsolatra léptek a nyáron, amit titkolnak mindenki előtt, ezért többek között az elhagyott vécékben csinálják. Itt fedezik fel, hogy egy Szexkirály nevű illető titokban folytatja a szexoktatást. Jean könyvet ír a tapasztalatairól a gimnáziumban, s eközben titkolja a terhességét Jakob előtt. Eric és Adam felvállalják a kapcsolatukat a nyilvánosság előtt, ami Adamnek megy nehezebben, mert többen piszkálják. Az apja kénytelen a gazdag, de egyszerű bátyjához költözni, és eközben kétségbeesetten próbál állást keresni tanárként. Hope egyik televíziós interjúja botrányba fullad, amikor egy meztelen diák rohan el a kamera előtt, aki kétségbeesve követeli vissza a tévedésből elvett ruháit. Otis és Maeve leleplezik Kyle-t, a "Szexkirály"-t. Miss Sands arra bátorítaja Maeve-et, hogy adja be a jelentkezését egy amerikai tehetséggondozó programba. Miközben Ruby megengedi Otisnak, hogy felvállalják a nyilvánosság előtt is a kapcsolatukat, Otis elmondja Hope-nak, hogy a szexoktatás nem folytatódik, ezért az igazgatónő ledózeroltatja a régi vécéket. |     |                       |                   |                                |                                           |
| 18. | 2.  | 2. epizód (Episode 2) | Ben Taylor        | Sophie Goodhart                | 2021. szeptember 17. 2021. szeptember 17. |
| Adam egyelőre még nem meri az anyja előtt is felvállalni a kapcsolatát Eric-kel. Otis és Ruby hivatalosan is egy pár. Jean és Jakob elhatározzák, hogy közösen próbálják meg felnevelni a leendő gyermeküket, Ola aggodalmára. Hope új szabályokat vezet be a középiskolában, emellett a szexuális témákat is igyekszik tompítani. Viv és Jackson önkéntesként jelentkeznek, hogy eltávolítanak egy évtizedek óta meglévő, szexuális utalásoktól hemzsegő graffiti-falat, de Cal, az újonnan érkezett nembináris diák lebeszéli Jacksont. Mr. Groff továbbra is munkát keres, és amikor meghallja, hogy a bátyja titokan őt becsmérli, átköltözik Mr. Hendricks-hez. Jean és Jakob párterápiára mennek. Aimee és barátja, Steve között nem igazán működnek a dolgok, ezért Maeve megkéri Otist, hogy beszélje rá Jeant, segítsen Aimee-nek feldolgozni a buszos incidenst. Eric és Adam az első szexre készülnek, ám adódik köztük egy kis félreértés, mert Adam szeretne inkább "alul" lenni, amit Eric tévesen úgy értelmez, hogy nem akar tőle semmit. Végül tisztázzák a helyzetet. Maeve meglátogatja a kishúgát a nevelőanyjánál, Anánál, ahol találkozik az anyjával is, aki nem hajlandó vele beszélni. Maeve és Isaac csókolóznak, majd Isaac felfedi, hogy törölte Otis hangüzenetét. Maeve úgy érzi, hogy becsapták, ezért otthagyja őt. Hope lefokozza Jacksont, és Viv lesz az új diákelnök, egyben előírja az uniformis-viselést. |     |                       |                   |                                |                                           |
| 19. | 3.  | 3. epizód (Episode 3) | Ben Taylor        | Laurie Nunn és Alice Seabright | 2021. szeptember 17. 2021. szeptember 17. |
| Jakob és Ola beköltöznek a Milburn-házba, és ez feszültséget generál Ola és Otis között. Aimee megkezdi a terápiát Jean-nél. Hope Vivre bízza, hogy tartassa be mindenkivel az egyenruhaviselési szabályokat, aminek Cal nem tesz eleget. Otis, Ruby, Eric és Adam duplarandira mennek. Eric megbántódik, amikor Adam csak egy barátjaként mutatja be az anyjáéknak. Ruby végül eadja a derekát és hazaviszi magával Otist, akinek bemutatja az ágyhoz kötött apját, Rolandot, aki orvosi marihuánát szív, hogy enyhítse a fájdalmait. Őt Jeffrey látja el fűvel, akinek Otis tanácsot ad szexuális téren. Isaac segítségével Maeve és az anyja kapcsolata javul. Otis és Ola átértékelik a fennálló helyzettel kapcsolatos véleményüket. Ruby felhívja telefonon Otist és azt mondja, hogy szereti őt, de Otis képtelen ugyanezt mondani neki. |     |                       |                   |                                |                                           |
| 20. | 4.  | 4. epizód (Episode 4) | Runyararo Mapfumo | Selina Lim                     | 2021. szeptember 17. 2021. szeptember 17. |
| Ruby megbántódik amiatt, hogy Otis nem viszonozta a szerelmi vallomását, ezért nem hajlandó vele beszélni. Maeve beadja a jelentkezését a tehetségprogramba. Jean és Jakob folytatják a párterápiát, ami Jakob szerint hülyeség. Lily beküldi az egyik helyi újságnak az űrlényes szexnovelláját. Hope egy újfajta szexuális felvilágosítást vezet be, ami leginkább az önmegtartóztatásról szól. Otis és Maeve tiltakoznak ez ellen, ami miatt mindkettejüket kiküldik az óráról. Jean küszködik a terhesség nehézségeivel és hogy mennyire nem egyszerű Jakobbal. Jakob eközben egy férfi pecsétgyűrűt talál a házban. Maeve felfedezi, hogy valaki befizette őt a közelgő franciaországi tanulmányi kirándulásra, és arra gyanakszik, hogy Ana volt az. Bár Mr. és Mrs. Groff között már nem lehet semmi, a nő arra bátorítja, hogy közelítsen a fiához. Maeve romantikus vacsora-randin vesz részt isaac-kel. Otis bevallja Rubynak, hogy nem szereti őt, így a lány szakít vele. |     |                       |                   |                                |                                           |
| 21. | 5.  | 5. epizód (Episode 5) | Ben Taylor        | Mawaan Rizwan                  | 2021. szeptember 17. 2021. szeptember 17. |
| Eric és a családja Nigériába utaznak egy esküvőre, míg az osztály többi része Franciaországba megy a somme-i csata emlékhelyére tanulmányi kirándulásra. Ericet figyelmezteti az anyja, hogy Nigériában veszélyes homoszexuálisnak lenni, ezért fogja vissza magát. Viv egy diákgyűlést akar összehívni, ahol a tanulókelmondhatják a panaszaikat, de Cal láthatóan nem érdeklődik. Otis sikertelenül próbál bocsánatot kérni Rubytól. Jean és Hope összefutnak a kórházban, ahol rövid, de parázs vitát folytatnak a korábbi szexoktatásról. Aimee elmondja Maeve-nek, hogy ő fizette ki az útját, de Maeve ennek egyáltalán nem örül, sőt becsmérelni kezdi barátnőjét. Jackson és Cal varázsgombát esznek a buszon, ami váratlan eseményeket indít be: Rahim eldugítja a vécét, kétségbeesésében a zoknijával halássza ki az ürülékét, amit kidob az ablakon, mely egy autó szélvédőjén csattan, balesetet okozva ezzel. Adam magára vállalja a felelősséget Rahim helyett. Otist és Maeve-t véletlenül egy benzinkúton felejtik. Míg várakoznak, Otis elmondja, mi állt abban a hangüzenetben. Miközben Jean és Jakob a kórházból jönnek kifelé, találkoznak Jean egyik exével, ami miatt kiderül, hogy Jakob bizalmatlan és apasági tesztet szeretne. Otis és Maeve megvallják egymás iránti érzelmeiket és csókolóznak, de Maeve időt kér. |     |                       |                   |                                |                                           |
| 22. | 6.  | 6. epizód (Episode 6) | Runyararo Mapfumo | Temi Wilkey                    | 2021. szeptember 17. 2021. szeptember 17. |
| Maeve-et felveszik a tehetséggondozó programba, de az iskola nem tudja fizetni a költségeit. Lily története megjelenik, köznevetséget és szégyent keltve az iskola körül. Emiatt Hope-ot több oldalról is elkezdik szorongatni. Válaszul bekeményít, Calt, Lilyt és Adamet nyilvánosan megszégyeníti a diákok előtt, és amikor Rahim ez ellen felemeli a szavát, felfüggesztik őt. Maeve-et értesítik, hogy az anyja elvitte a kishúgát a nevelőanyjától. Miközben Otis és Isaac versengenek Maeve figyelméért, ő kidobja mindkettejüket. Mr. Groff visszaviszi Jean-nek a jegyzettömbjét, egyben terápiás kezelést kap. Jean arra bátorítja őt, hogy keressen valami örömteli elfoglaltságot. Nyílt nap közeledik, Hope pedig arra kéri Vivet, hogy állítson össze egy prezentációt, ami az iskola szebbik arcát mutatja. Közben Viv felveszi, ahogy Hope a diákok problémáira tesz dehonesztáló kifejezéseket, a felvételt mindenkinek szétküldi és mindenkit vár a diákgyűlésre. Aimee véletlenül elszólja magát Jean előtt Maeve-ről, Otisnak pedig nem tetszik, hogy az anyja ezen a téren már megint bele akar szólni az életébe. Adam Rahimtól kér tanácsot, hogy verset írhasson Ericnek. Ezalatt Nigériában az esküvőn Eric megismerkedik Obával, egy meleg fotóssal, aki bevezeti a lagosi titkos meleg életbe, majd a buliban csókolóznak is. |     |                       |                   |                                |                                           |
| 23. | 7.  | 7. epizód (Episode 7) | Runyararo Mapfumo | Sophie Goodhart                | 2021. szeptember 17. 2021. szeptember 17. |
| Nyílt nap közeledik a Moordale-ben. Lily úgy dönt, hogy nem megy be az iskolába, sőt az űrlényes holmijaitól is megszabadul, és a kapcsolatot is megszakítja Olával, aki arra kéri Otist, hogy segítsen. Maeve megpróbál bocsánatot kérni Isaactől, de ő nem akar tőle semmit, ha ilyen bizonytalan a saját érzéseiben. Maeve és Aimee kibékülnek és elmennek megkeresni Erint és Elsie-t. Erin végül visszaadja a kislányt a nevelőanyjának. Hope bezárja egy raktárba Calt, hogy ne rombolja szét a nyílt napot, csak épp azzal nem számol, hogy Viv és Jackson egy videót vetítenek le a közönség előtt, amelyben számos diák arról vall, hogy szeret a "Szexsuli" diákja lenni. Hope megpróbálja leállítani a videót, de Ruby megakadályozza ebben. Az eseményekről élőben közvetít a tévé, amit az éppen interjút adó Jean is megtud, és erre beindul nála a szülés. Közben a terapeutánál Jakob is megvallja az érzéseit. Jackson és Cal a nap végén találkoznak és csókolóznak, de Jackson megretten attól, hogy egy queer kapcsolat részese lenne, és inkább visszakozik. Eric elmondja Adamnek, hogy csókolózott valakivel Nigériában, ami nagy törést okoz köztük. Mr. Groff elmélyül a főzésben, és végül a testvérével szemben is kiáll magáért, amikor az megint megpróbálja megszégyeníteni. Végül a nejéhez is elmegy, akivel lefekszik és együtt töltik az éjszakát. Miközben Otis és Maeve megvallják egymás iránti érzéseiket és csókolóznak, Jean megszüli a gyereket, de komplikációk lépnek fel, vérezni kezd és leáll a szíve. |     |                       |                   |                                |                                           |
| 24. | 8.  | 8. epizód (Episode 8) | Runyararo Mapfumo | Laurie Nunn                    | 2021. szeptember 17. 2021. szeptember 17. |
| Miközben Adam egyedül nevez be egy kutyaversenyre, Lily elhatározza, hogy megszabadul az űrlényes holmijaitól. Ám amikor egy rajongó autogramot kér tőle, meggondolja magát. Az előző napi blamázs után Hope-ot felmentik az igazgatói pozícióból. Jean-en műtétet hajtanak végre, ami sikerrel jár, ám később a kezébe kerül egy apasági teszt, aminek döbbenten olvassa az eredményét. Erin beszökik az iskolába, és pénzt ad Maeve-nek, hogy a lánya elmehessen az amerikai ösztöndíjas tanulmányútra, de a lány nem akar menni, mert a kapcsolata épp hogy csak elkezdődött Otisszal. Jackson és Cal megbeszélik egymás között a szexualitással kapcsolatos nézeteiket, és végül arra jutnak, hogy barátok maradnak. A végzős diákok legnagyobb döbbenetére bejelentik, hogy az előző napi akcióik miatt a befektetők kihátráltak az iskola mögül - ez azt jelenti, hogy el kell adniuk az intézményt, a diákoknak pedig valamilyen alternatív megoldást kell keresniük, hogy elvégezhessék a középiskolát. Otis a kórházban belebotlik Hope-ba, aki már három éve sikertelenül próbálkozik a teherbe eséssel. Jean titokban végighallgatja, ahogy a fia vigasztalja a nőt, és később elismeri a fiának, hogy hibázott, és hogy támogatja, ha ezt szeretné csinálni. Lily és Ola kibékülnek. Adam és Eric átbeszélik a dolgaikat - Adam megbocsátaná a csókot, de Eric viszont mindenképp szakítani akar, mert ő úgy véli, hogy nem véletlenül történt, és hogy ő szárnyalni tudna, miközben szerinte Adam még mindig nem békült meg az identitásával. Adam írt egy verset is az Erichez fűződő érzelmeiről, amit megmutat Rahimnak, majd az anyjának is megvallja, hogy milyen kapcsolatban voltak. Mrs. Groff úgy érzi, hogy a fiának még mindig rossz lenne, ha újra együtt lenne az apjával, ezért lemondja Mr. Groff-fal a randevúját. Aimee meggyőzi Maeve-et, hogy mégis menjen el Amerikába, majd Maeve és Otis elbúcsúznak egymástól. |     |                       |                   |                                |                                           |

### 4. évad (2023)
| Sor. | Év. | Cím                   | Rendező           | Író               | Premier                                   |
| --- | --- | --------------------- | ----------------- | ----------------- | ----------------------------------------- |
| 25. | 1.  | 1. epizód (Episode 1) | Dominic Leclerc   | Laurie Nunn       | 2023. szeptember 21. 2023. szeptember 21. |
| Maeve az Egyesült Államokban tanul, és közben próbálja távkapcsolatát menedzselni Otisszal. Küld neki egy pucér képet magáról, Otis azonban túl félénk ahhoz, hogy viszonozza. Ő, Eric, Aimee, Jackson, Cal, Viv, és Ruby átkerülnek a Cavendish gimibe, ahol a diákok barátságosak, közvetlenek és környezetvédők. Megismerkednek a legnépszerűbbek klikkjével, amit Abby vezet. Mr. Groff nehezen tud beilleszkedni, ahogy Ruby is, Eric viszont barátkozni kezd a népszerűekkel. Isaac is beiratkozik, annak reményében, hogy hátha felveszik egyetemre; Aimee nem szándékosan, de megsérti őt. Otis megpróbálja újraindítani a szexoktatást, azonban egy másik diák, egy bizonyos O már csinál ilyet. Megpróbálja népszerűsíteni saját magát, ám tévedésből a Maeve-nek elküldeni tervezett pucér képeit vetíti ki nagy nyilvánosság előtt. Cal tesztoszteront kezd el szedni és azt veszi észre, hogy megnőtt a libidója. Otistól kér tanácsot, aki elmondja, hogy nincs ebben semmi szokatlan. Adam egy farmon kezd el dolgozni. Jane a Jakobbal történt szakítás után egyedül próbálkozik a gyerekneveléssel, és Otis jobb tanácsa ellenére úgy dönt, hogy dolgozni kezd. Eric anyja azt akarja, hogy a fia keresztelkedjen meg. Otis és Maeve szextelefonálnak. |     |                       |                   |                   |                                           |
| 26. | 2.  | 2. epizód (Episode 2) | Dominic Leclerc   | Troy Hunter       | 2023. szeptember 21. 2023. szeptember 21. |
| Jackson szexkapcsolatra lép Annabelle-lel, aki izgatja a prosztatáját, és ettől elélvez. Ennek hatására kezdi megkérdőjelezni a saját szexualitását. Otis, hogy nagyobb népszerűséget szerezzen, elhatározza, hogy újra összehozza Romant és Abbit. Sikerrel jár, és ezzel újabb ügyfeleket szerez. Ő és O megállapodnak abban, hogy csak egyikük maradhat, ezért szavazásra bocsátják, hogy melyikük legyen a szexterapeuta. Mivel Jean képtelen egyszerre a gyermekét nevelni és dolgozni, Otis megkéri Jean testvérét, hogy jöjjön el és segítsen. Otis féltékeny lesz Maeve egyik osztálytársára, nem is sejtve, hogy a fiú homoszexuális. Adamnek jogosítványra van szüksége az új munkájához, és le kell küzdenie a lovaktól való félelmét is. Eric oktatásra jár a gyülekezetbe a keresztelője előtt, de bizonytalan abban, hogy ez neki való-e. Mr. Groff a fiával és az exnejével vacsorázik, és szándéka ellenére megsérti Adamet az új munkájával kapcsolatban. Később bocsánatot kér a fiától, Adam pedig beleegyezik, hogy az apja tanítsa őt vezetni. Annabelle megemlíti, hogy Jackson heréjén egy csomót tapintott ki. Aimee kibékül Isaac-kel. Maeve felzaklatja Otist, amikor azt mondja, hogy egy új gyakornoki programban vehetne részt az egyik tanárával, viszont ennek az lenne az ára, hogy nem tudja, mikor jönne haza. Mindketten úgy gondolják, hogy jót tesz nekik egy kis távolság. O kampánya virális lesz, ezért Otis elfogadja Ruby korábbi ajánlatát, és ellenkampányfilmet készít vele. |     |                       |                   |                   |                                           |
| 27. | 3.  | 3. epizód (Episode 3) | Dominic Leclerc   | Krishna Istha     | 2023. szeptember 21. 2023. szeptember 21. |
| Visszaemlékezésben láthatjuk, hogy a tizenegy éves Rubyt kiközösítették az osztálytársai. Az új lány, Sarah egyszer meglátta, hogy bepisilt a nyári táborban, amit ígérete ellenére mindenkinek elmondott, így Ruby élete az általános iskola végéig rémes lett. Eric egy hatalmas queer-buliba készül elmenni, Otis pedig vállalja, hogy elkíséri. Csakhogy a dolgok végül úgy alakulnak, hogy Eric inkább elmegy a népszerűekhez, Otis pedig Rubyhoz. Adamet oktatja az apja vezetni. Isaac segít Amynek az egyik művészeti projektjében, és majdnem csókolóznak. Viv áthívja magához az egyik osztálytársát, Beau-t, akivel aztán csókolózik. Jack kivizsgáltatja magát az orvosnál, és ekkor jön rá, hogy igazából semmit nem tud arról, ki a vér szerinti apja. Otis végül nem megy el Eric-kel a buliba, hanem Rubyval tölti az estét, és együtt alszanak el. Eric ezalatt remekül érzi magát, és ecstasy hatása alatt felismeri az egyik srácot a gyülekezetből, akivel egymásba gabalyodnak. Cal egész közel kerül Aishához, ám ő már párkapcsolatban van. Molloy kritizálja Maeve munkáját, és nem neki adja a nagy lehetőséget. Ha ez nem lenne elég, megtudja, hogy az anyja túladagolta magát, kórházba került, ezért kénytelen hazautazni Amerikából. |     |                       |                   |                   |                                           |
| 28. | 4.  | 4. epizód (Episode 4) | Michelle Savill   | Selina Lim        | 2023. szeptember 21. 2023. szeptember 21. |
| Mr. Groff randira megy, de stresszel és emiatt felsül. Jean rádióműsora se a legjobb: láthatóan nincs ott fejben, és a témák is unalmasak. Joannától kér segítséget, hogy vigyázzon Joyra, de ő az új randijával foglalkozik inkább: a motoros Dannel. Aimee és Otis elkísérik Maeve-et, aki bemegy az anyjához a kórházba. Ott találkozik a bátyjával, Sean-nal, és ekkor tudják meg, hogy az anyjuk meghalt. Sean villámgyorsan távozik, Maeve viszont sokáig ott marad. Miközben az autóban várakoznak, Otis megnyugtatja Aimee-t az Isaac iránti érzései kapcsán. Ruby ezalatt próbálja Otis ügyfeleit távolt tartani O-tól, miközben mellette kampányol, mindhiába, mert Otis nem válaszol. O-t azonban Jean rádióműsorába is meghívják. Eric isteni jeleket kezd el felfedezni az életében, amelyek arra utalnak, és elkezd dolgozni egy ingyenkonyhán. Mr. Groff betelefonál Jean rádióműsorába és kiönti az érzéseit: rádöbben, hogy még mindig szerelmes Maureen-be. A neje is hallgatja a műsort, és ezt követően újra összejönnek. Maeve végül késő este hagyja el a kórházat, ő, Otis és Aimee a testvére nevelőanyjához mennek aznap éjszakára. |     |                       |                   |                   |                                           |
| 29. | 5.  | 5. epizód (Episode 5) | Michelle Savill   | Ethan Harvey      | 2023. szeptember 21. 2023. szeptember 21. |
| Maeve és Sean elkezdik szervezni az anyjuk temetését. Jean esetében szülés utáni depressziót diagnosztizálnak. Jackson eldönti, hogy szeretné megismerni a vér szerinti apját, de ezt nem mondja el a szüleinek. Otis bűntudatos amiatt, mert együtt aludt Rubyval. Egy nyilvános vitát szerveznek a két szexterapeuta-jelölt közt, amelyben O azzal vádolja Otist, hogy osztja apja nőgyűlölő nézeteit. Válaszul Otis elmondja azt, amit Ruby tudott meg: hogy O "ghostolt" több embert is. O erre úgy reagál, hogy nagy nyilvánosság előtt beismeri: aszexuális, ezáltal ismét népszerű lesz. Jean rádiós műsorvezetője fel is veszi őt állandóra. Aimee beszélni akar Maeve-vel Isaac-ről, de Maeve nem szeretné, ha bármi lenne köztük. Eric megtudja, hogy az ingyenkonyha be fog zárni, ezért gyűjtést szervez, amire Abbyéktől is kap segítséget. Maeve és Otis randit beszélnek meg, de az egészet tönkreteszi, hogy Joanna is csatlakozik hozzájuk. A két nő lerészegedik, ezért el kell hagyniuk a mozit. Viv, Beau és Jackson is jelen vannak, Beau pedig láthatóan féltékenykedik. Aisha elmondja Calnek, hogy nyitott kapcsolatban van, és randevúra hívja őt. Maeve és Otis beszöknek a Moordale bezárt épületébe. Éppen szeretkezni kezdenének, amikor Otis hirtelen bevallja, hogy együtt aludt Rubyval. A rendőrség pont ekkor üt rajtuk: Otisért Jean jön el, aki életében először találkozik Maeve-vel. |     |                       |                   |                   |                                           |
| 30. | 6.  | 6. epizód (Episode 6) | Alyssa McClelland | Annalisa D'Inella | 2023. szeptember 21. 2023. szeptember 21. |
| Ericnek furcsa álmai vannak Istenről és a keresztségről. Ruby elkeseredésében, amiért Otis nem is válaszolt neki, kiszállt a kampánystábjából. Aimee megbeszéli Isaac-kel, hogy mivel ez kellemetlenül érinti Rubyt, ezért nem fognak randizni. Aisha és Cal egymásba gabalyodnak, de Calt felzaklatja, hogy megjött a menzesze, pedig szedi a tesztoszteront is. Maeve anyjának temetése rosszul indul: Sean sehol, ráadásul a koszorú sincs még meg. Otis és Eric összevesznek: Eric panaszkodik Otis önzőségére, aki hasonlóképp érez. Ezután megegyeznek, hogy jót fog tenni nekik egy kis távolság. Maeve-et meglepi, mennyien eljöttek a temetésre, miután Aimee titokban meghívta őket. Sean is felbukkan, tart egy keserűen őszinte gyászbeszédet az anyjáról, majd távozik. Mr. Hendricks eljátssza zongorán Erin kedvenc dalát. Maeve megbocsát Otisnak és eldönti, hogy nem megy vissza Amerikába. Adam felfedezi, hogy a szülei együtt vannak, az ő háta mögött, amit rosszul visel. Jackson megtudja, hogy szerencsére nem rákos, Viv viszont megsértődik rá, amikor megjegyzést tesz Beau féltékenykedő viselkedésére. Ruby bosszúból mindenki számára elérhetővé teszi a videót, amelyen O megalázta őt gyerekkorában. |     |                       |                   |                   |                                           |
| 31. | 7.  | 7. epizód (Episode 7) | Alyssa McClelland | Bella Heesom      | 2023. szeptember 21. 2023. szeptember 21. |
| Visszaemlékezésben láthatjuk, hogy Jean rajtakapta az anyjuk randiját, ahogy molesztálja az akkor 12 éves Joannát. Jean műsorát felfüggesztik, ő pedig úgy dönt, ki is száll belőle. Pénzt ajánl fel Joannának, hogy kisegítse nehéz anyagi helyzetében, de feltételekkel. Maeve és Otis közös vacsorát beszélnek le Jean-nel, ami nem indul túl jól, mert pont Maeve érkezése előtt távozik dühösen Joanna - kiderül, hogy Dan, akivel randizik, nem más, mint Jean gyerekének apja. Jackson nem talál a spermabankban adatot arról, hogy az apja donor lett volna. Beau megvádolja Vivet azzal, hogy más fiúval flörtöl, és erőszakoskodni kezd vele. A lány végül belátja, hogy Jacksonnak volt igaza vele kapcsolatban. Újfent elromlik a lift, amelynek megjavítását Isaac annyiszor kérte. Miközben Otis és O benne ragadnak, Isaac és Aimee tűzriadót rendeznek meg, hogy mindenki előtt kikeljenek az esélyegyenlőség hiányosságai miatt. Míg a liftben vannak, Otis és O kibékülnek. Adam véletlenül kilapít egy kerítést egy traktorral, de ennek ellenére sem rúgják ki. Apjával azonban közli, hogy úgy érzi, nem szereti őt. Jackson talál egy levelet, amit egy bizonyos Jerome küldött, és úgy véli, ő az apja. A vacsora előtt Maeve és Jean beszélgetni kezdenek - kiderül, hogy Molloy kritikája miatt nem akar visszamenni Amerikába, ami Jean szerint butaság az ő élethelyzetében. Végül Maeve is úgy dönt, hogy határozatlan időre visszautazik. Még egy utolsó, szenvedélyes éjszakát töltenek együtt Otisszal, majd másnap távozik. Áldását adja Isaac és Aimee kapcsolatára, majd szétszórja az anyja hamvait a lakókocsiparkban. |     |                       |                   |                   |                                           |
| 32. | 8.  | 8. epizód (Episode 8) | Alyssa McClelland | Thara Popoola     | 2023. szeptember 21. 2023. szeptember 21. |
| Maeve visszatér Amerikába, és megegyeznek Otisszal, hogy felfüggesztik a kapcsolattartást. Aimee képtelen intim viszonyba kerülni, mert még mindig nyomasztja a zaklatása emléke. Otis megtudja, hogy anyja miatt utazhatott el Maeve. O nyilvánosan bocsánatot kér Rubytól, Mr. Groff pedig a fiától, akinek csatlakozik a lovastanfolyamához. Adam elfogadja, hogy a szülei újra összejöttek, ráadásul Jem is randira hívja őt. Eric a keresztelőjén megvallja a gyülekezet előtt, hogy meleg, de mivel ezt az anyján kívül senki nem tudja elfogadni, távozik. Jackson megtalálja Jerome-ot, aki dühösen zavarja el őt - mint kiderül, ő egy nős férfi, akinek az anyjával volt viszonya, és miután kiderült, hogy teherbe esett, nem volt hajlandó tartani a kapcsolatot. Cal eltűnik, és mindeki őt kezdi el keresni együttes erővel. Eric talál rá Isten segítségével, majd megérkezik Jackson is, és megvigasztalják. Viv egyszer és mindenkorra szakít Beau-val. Aimee úgy dolgozza fel az abúzusát, hogy fényképeket készít, magán azzal a nadrággal, amiben történt, majd elégeti azt. Az adománygyűjtést át kell szervezni, és most már Cal műtétjére gyűjtik a pénzt. Eredményt hirdetnek a szexterapeuta-választáson is: miután Otis és Ruby is kiállnak mellette, O marad az, aki felkéri Otist, hogy legyen a munka során a partnere. Ruby végre megtalálja a helyét az iskolában, de befejezi a barátkozást Otisszal. Jean rádióműsora újraindul, amelyben Joanna őszintén beszél a gyerekkori zaklatásáról, ezután visszaköltözik a testvéréhez - és végül Dan is megtudja, hogy van egy gyereke. Maeve Amerikában újabb ajánlatot kap, majd lehordja Molloyt, amiért az azt hitte, hogy negatív kritikával tudja őt motiválni. AImee és ISaac végre csókolóznak, Otis és Eric kibékülnek, Eric pedig izgatottan mondja el, hogy lelkipásztor lesz, miután a gyülekezete is úgy dönt, befogadóbbak szeretnének lenni. Otis végül az anyjával is kibékül, majd talál egy levelet, amit Maeve hagyott hátra - a lány megírja, hogy habár lehet, hogy végül soha többé nem találkoznak, köszönetet mond mindenért. |     |                       |                   |                   |                                           |

## Forgatás
2017. november 28-án jelentette be a Netflix a sorozat készítését. a rákövetkező decemberben pedig azt, hogy a premier 2019. január 11-én lesz. A sikert látva a Netflix megújította az alkotók szerződését egy második évadra, amely 2020. január 17-én debütált. Február 10-én pedig azt is bejelentették, hogy készül a harmadik évad.
A forgatás az Anglia és Wales határában álló Wye Valley-ben történt, valamint Llandongo, Tintern és Penarth településeken. A Moordale Középiskola épülete a valóságban a Dél-Walesi Egyetem régi főépülete, a newporti Caerleonban. Az úszómedencés jelenetek a Newporti Nemzetközi Sportfaluban lettek felvéve.
A sorozat elméletileg napjainkban játszódik az Egyesült Királyságban, a fiktív Moordale településen. Gyakorlatilag mégis azt lehet mondani, hogy sem térben, sem időben nincs egyértelmű pozíciója. Jelen vannak modern eszközök, mint például az okostelefon. Nagyon kevés 1990 után gyártott autó látható, főleg a hetvenes és nyolcvanas évek típusai bukkannak fel. A háztartásokban főként elavult technológiák, mint a katódsugárcsöves televízió vagy régi háztartási gépek bukkannak fel. A Groff-ház jellegzetesen hetvenes évekbeli, Maeve lakókocsija a kilencvenes évek végét – 2000-es évek elejét idézi, a Milburn-ház pedig modern, amerikai stílusú. A Moordale Középiskola egyszerre idézi meg a hagyományos brit gimnáziumokat és az amerikai középiskolákat. A producer Laurie Nunn szerint a sorozat külsőségeiben John Hughes nyolcvanas évekbeli filmjei előtt tiszteleg.

## Kritikák
Az első évad kapcsán a Puliwood megjegyzi, hogy "a legnagyobb erénye éppenséggel az, hogy a fiatalok nyelvén, közérthetően beszél a szexről és az abból fakadó problémákról mindenkinek, miközben ezeket a mai társadalom kényelmesen a szőnyeg alá söpri, mondván "a szüleim velem se beszélgettek soha a szexről, mégis egy rakás kapcsolatom volt már"." 85 százalékra értékelték a sorozatot, dicsérik Asa Butterfield és Emma Mackey játékát, a legjobbnak pedig a komikus szerepben is helytálló Gillian Andersont dicsérik. A Hetedik sor közepe szerint "nincsenek nagy eposzok, sem súlyosan mély történetek, pedig egy-egy diák sorsa tényleg megindító. Több apró történetet ismerhetünk meg a gimnázium tanulóinak életéből, ahol már nagy hangsúlyt kapnak a politikailag korrekt családábrázolások is. [...] A direkt témákon túl természetesen egészen sablonos cselekményszálakkal is találkozhatunk: klikkesedés, első csók, viszonzatlan szerelem, gimis bál és az alkohol, mint tiltott gyümölcs." A sorozat fő vonzerejét szerintük a remek karakterek és a szexről való nyílt diskurzus adják. Összességében 10-ből 8 pontot adtak rá. A Filmtekercs szerint "a sorozat részben a páciensek, részben pedig Otis barátai révén mutatja be a korosztály legáltalánosabb nehézségeit: identitáskeresés, nemi vonzalom, homoszexualitás, drag és transz tematika, maszturbáció, tinédzserkori terhesség. A hangsúly azonban könnyedre és viccesre van véve, ami megint csak szépen emeli ki, hogy bár komoly és mély dolgok ezek, nem rágörcsölni kéne, hanem nyíltan beszélni ezekről." Kritikaként említi meg ugyanakkor a szereplők hullámzó kidolgozottságát: egyes karakterek végtelenül komplexek, mások pedig sablonosak. A legjobbnak az Ericet játszó Ncuti Gatwa karakterét tartják, aki a legerősebb, legmélyebb és szívbemarkolóan felemelő alakítást nyújt. A Sorozatjunkie is a sorozat erényének tartja a kíméletlen őszinteséget, egyetlen negatívumként felróva, hogy a szerelmi sokszögek a vége felé kezdtek tipikussá válni.
A második évaddal kapcsolatosan a Hetedik sor közepe kitér arra, milyen új, a valós emberi kapcsolatokról szóló témákat feszeget. Ideértve Otis és Ola első igazi kapcsolatukban való kiigazodását, Maeve anyjával való konfliktusát, Adam katonai iskolában való helytállását, vagy Groffék egymástól való elhidegülését.Kisebb negatívumként jegyzik meg, hogy az évad vége felé már nem igazán bukkantak fel heteroszexuális karakterek, ilyen szempontból kicsit túlzásba estek a készítők. Pozitívum viszont, hogy az Isaac-et játszó George Robinson személyében egy, a való életben is kerekesszékhez kötött színész alakítja, aki a mozgássérültek életét kendőzetlenül ábrázolja. A Sorozatjunkie már némiképp árnyaltabban fogalmaz: szerintük az évad első része egy kicsit túlzásba is esik. A konfliktusok némelyikét erőltetettnek tartják, az évad hibájának pedig azt, hogy az írók mintha nem tudták volna értelmesen feloldani azon konfliktusokat, amelyeket ők írtak bele a történetbe.